# معبد ساتت
 كان معبد ساتيت أو ساتيس معبدًا مصريًا قديمًا مخصصًا للإلهة ساتيت، وهو تجسيد لفيضان النيل. يقع المعبد في جزيرة إلفنتين في وادي النيل بمصر. تأسس خلال فترة ما قبل الأسرات المتأخرة حوالي 3200 قبل الميلاد ، تم توسيعه وتجديده عدة مرات خلال عصر الأسرة المبكرة وما بعدها على مدى 3000 عام حتى الفترة البطلمية. معبد ساتيت هو أفضل مثال على معبد مصري قديم يشهد بناءه طوال الفترة الفرعونية بأكملها.

## العهود المبكرة إلى الفترة الإنتقالية الأولى
تم بناء المعبد لأول مره عام 3200 قبل الميلاد  ولم يكن أكثر من مجرد مكان مخصص للعبادة بين ثلاث صخور جرانيتية كبيرة. كان هذا المعبد الأقدم صغيرًا جدًا، ويضم مأوى مصنوع من الطوب الطيني. أمام الحرم، على الجانب الشرقي، كانت هناك بعض منازل من الطوب اللبن. تم توسيع المعبد خلال عهد الأسرة الأولى والثانية  وأعيد بناؤه خلال عهد الأسرة الثالثة، ولكن تم الحفاظ على هيكله القديم. على الجانب الجنوبي خارج الكوة بين الصخور ، تمت إضافة بعض مخازن الحبوب. وأعيد بناء المعبد مرة أخرى خلال عهد الأسرة الخامسة ، ربما خلال حكم ني أوسر رع ، حيث تم توسيع المعبد الموجود في وسط محراب الصخور.
أمر بيبي الأول ، الفرعون الثاني في الأسرة السادسة ، بإعادة بناء المعبد مرة أخرى مع الاحتفاظ بالهيكل القديم، ولكن تم توسيع جدران الطوب  وتمت إضافة ملاذ من الجرانيت لتمثال الإلهة. وبحلول ذلك الوقت، كان الإله خنوم يعبد أيضًا في المعبد.

## المملكة الوسطى

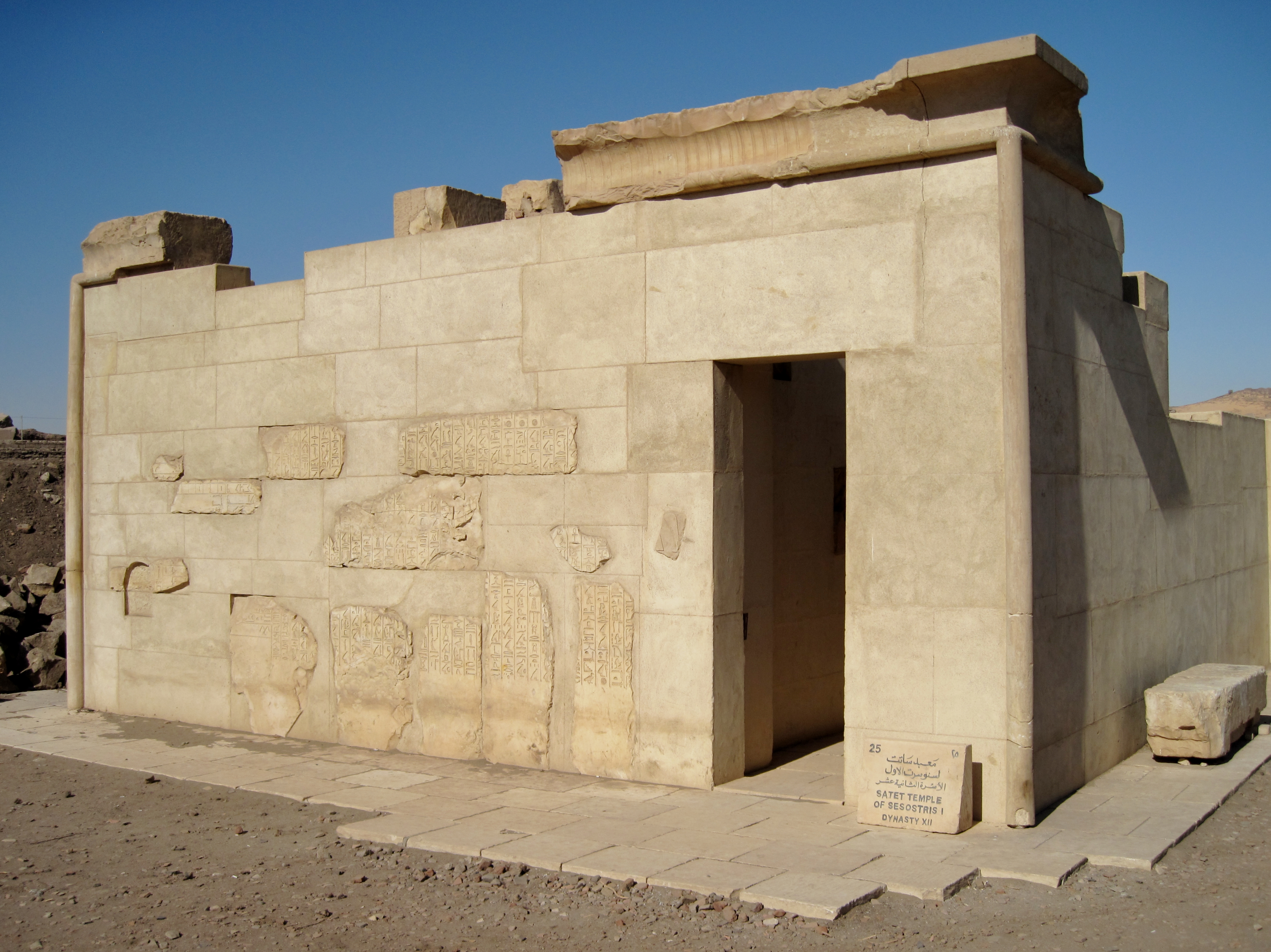
إعادة البناء الحديثة لمعبد سنوسرت الأول.

في نهاية الفترة الإنتقالية الأولى، في أوائل الأسرة الحادية عشرة، قام ملك طيبة إنتف الثالث بتجديد المعبد بالكامل. تم ترك المنطقة المركزية في مكانها الأصلي بين الصخور الطبيعية الثلاثة. تم رصف القاعة التي كانت أمام المعبد وتم تزيينها بألواح من الحجر الجيري لأول مرة.
بعد فترة وجيزة، قام منتوحوتب الثاني بإجراء المزيد من التعديلات في المعبد، وبناء ملجأ جديد تمامًا. وأضاف نقوشًا جديدة، وعلى الجانب الشمالي ، فناء مائل وجزء من بحيرة للاحتفال بفيضان النيل، الذي يعتقد المصريون القدماء، أنه بدأ في الفنتين. كان المعبد لا يزال مصنوعًا بشكل أساسي من الطوب الطيني، عدا الجدران الهامة المبطنة بالكتل الجيرية المزخرفة.
بعد أقل من 100 عام، في وقت مبكر من عهد الأسرة المصرية الثانية عشر، استبدل الفرعون سنوسرت الأول هيكل منتوحتب بمعبد وفناء جديدين تمامًا. في حين أن جميع المباني السابقة تتبع نفس التصميم وتستخدم الطوب الطيني بشكل أساسي، تم بناء المعبد الجديد بالكامل من الحجر الجيري. وبحلول هذا الوقت ، كان مستوى المعبد فوق الكوة الصخرية للمملكة القديمة. ومع ذلك ، تم بناء الحرم الرئيسي مباشرة فوق الحرم القديم، وبالتالي الحفاظ على التقاليد القديمة. تم تزيين معبد سنوسرت الأول بالكامل ، ولكن لم يبق سوى أجزاء قليلة من الزخرفة ، وتشمل هذه بقايا نقش طويل للملك. في الوقت نفسه، تم إعطاء الإله خنوم معبده الخاص في الجزيرة. كان معبد ساتت مزينًا في الأصل بالعديد من التماثيل ، من بينها تمثال للملك سيخهيمكاري ملك الأسرة الثالثة عشر.

## المملكة الجديدة

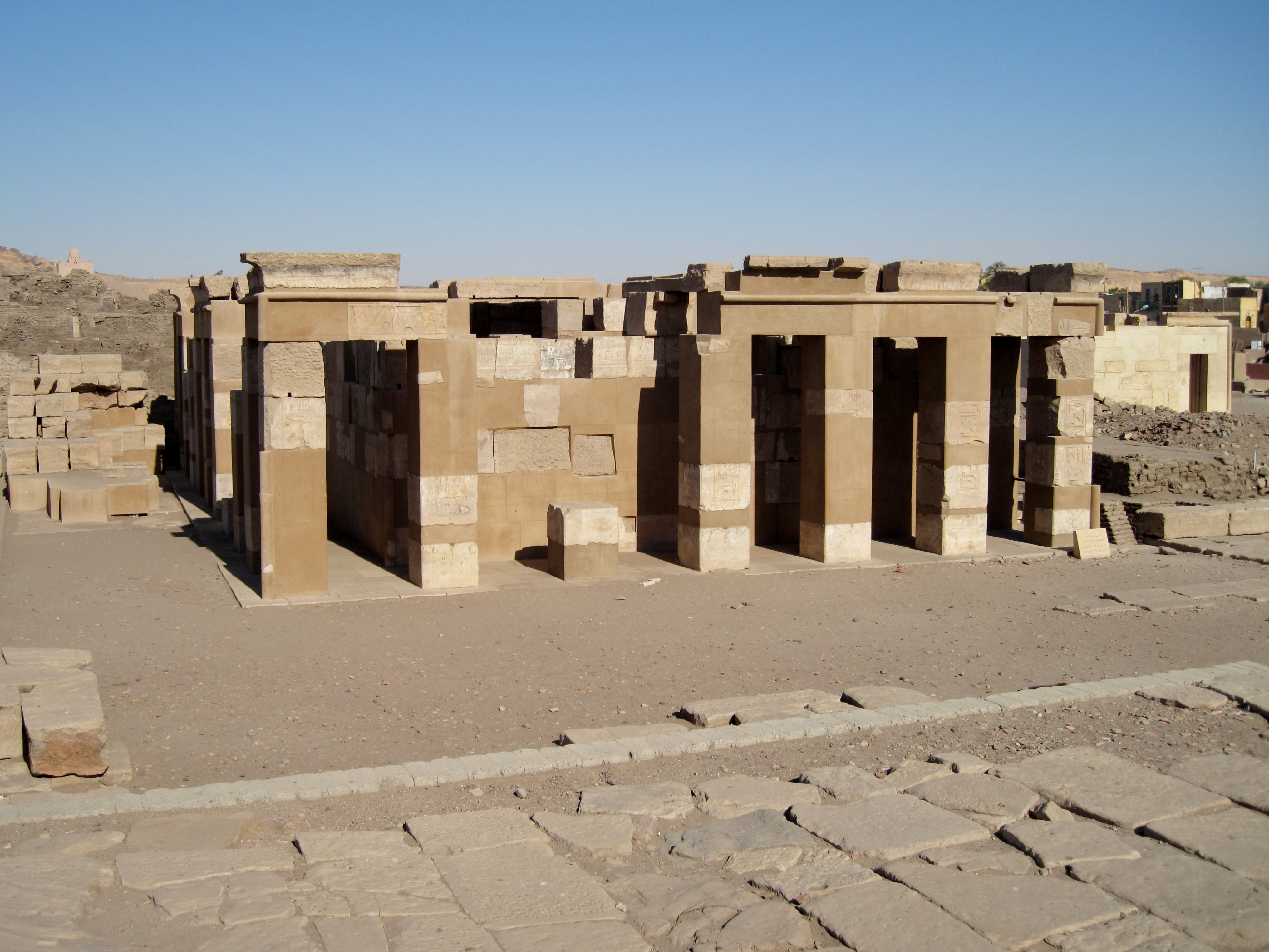
إعادة الإعمار الحديثة لمعبد ساتيت الأسرة الثامنة عشر.

خلال فترة المملكة الحديثة ، تم بناء المعبد من جديد تحت حكم الملكة حتشبسوت (1507-1458 قبل الميلاد) في أوائل الأسرة الثامنة عشر وتم توسيعه من قبل خليفتها تحتمس الثالث .
تم بناء معبد جديد تمامًا تحت حكم بطليموس السادس (180-145 قبل الميلاد) ، خلال المملكة البطلمية. كان مرة أخرى مبنى مستطيل. في الجزء الخلفي من الجانب الغربي ، كان هناك الملجأ الرئيسي ، وأمامه قاعة واسعة وأمام القاعتين الأخريين قاعتين صغيرتين . أضاف بطليموس الثامن (182-116 قبل الميلاد) أخيراً رواق إلى المعبد بعمودين بأربعة أعمدة.